# Fort IIA Twierdzy Warszawa

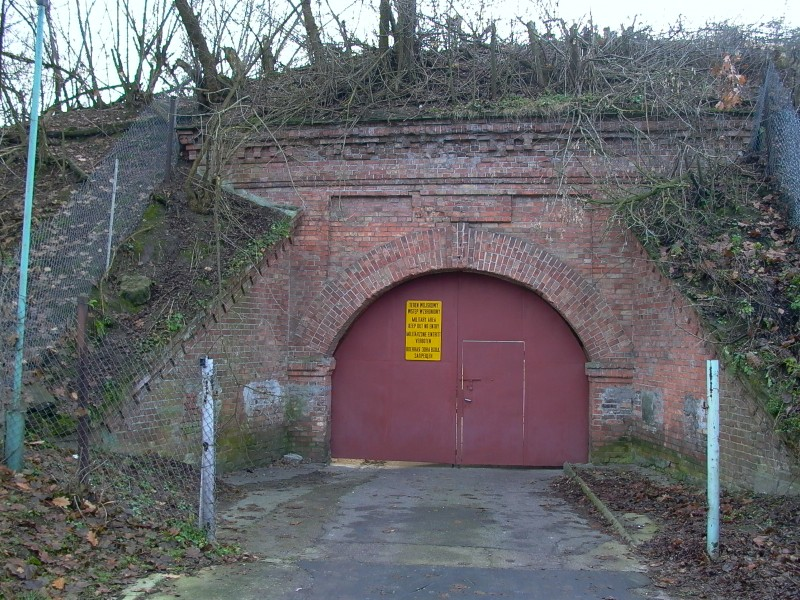
Brama główna umocnienia

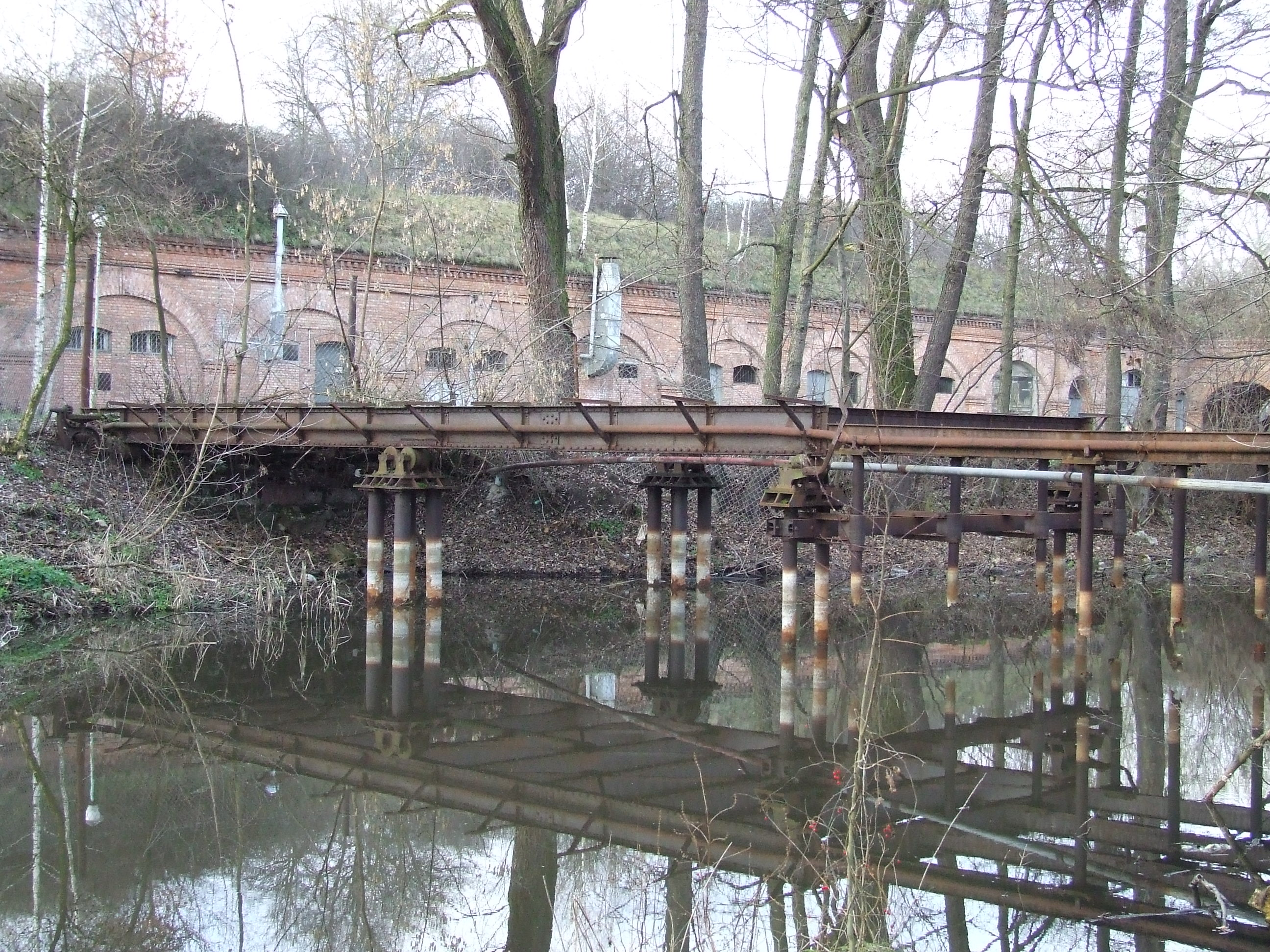
Zachowany most stalowy

Fort IIA („Babice”, „Radiowo”) – jeden z fortów Twierdzy Warszawa, wybudowany w latach 80. XIX wieku. Poprzednim w kolejności jest fort II „Wawrzyszew”, zaś następnym fort III „Blizne”.

## Opis
Fort powstał jako jeden z czterech planowanych, które miały dodatkowo wzmacniać zachodni fragment twierdzy – a więc ten teoretycznie najważniejszy. W efekcie redukcji planów powstał tylko jeden z takich fortów, właśnie oznaczony numerem IIA. 
Fort zaplanowano na planie sześcioboku z dwoma czołami i dwoma barkami. Ponadto u styku czół wzniesiono dzieło – rawelin, osłaniające kaponierę czołową. Fort otaczała mokra fosa o znacznej szerokości (dzisiaj nazywana czasem Fosą Babicką). Mimo to fort posiadał kaponiery, zarówno czołową, jak i barkowe. Jest to rozwiązanie nietypowe; wypełnione wodą rowy forteczne zazwyczaj bronione były z wałów. Nie wzniesiono jednak kaponiery szyjowej. Głównym obiektem zaplecza były ceglane koszary dla załogi. Rozwiązaniem nietypowym było zastosowanie wjazdu do fortu przez bramę położoną na prawym barku.
W 1909 roku wydany został rozkaz o likwidacji Twierdzy Warszawa. W Forcie IIA nie dokonano jednak poważniejszych wyburzeń. W okresie międzywojennym, od 1923 roku znajdowały się tam radiostacje Transatlantyckiej Centrali Radiotelegraficznej (stąd nazwa „Radiowo”). 
We wrześniu 1939 roku fortu broniły oddziały 3 batalionu 26 pułku piechoty mjra Jacka Decowskiego. Fort został po krwawych walkach opanowany przez Niemców w nocy z 25 na 26 września.
Od zakończenia II wojny światowej fort zajmują jednostki Wojska Polskiego, w związku z czym jest on niedostępny dla zwiedzających.